# Rada Powiatu Jasielskiego
Rada Powiatu Jasielskiego – organ stanowiący i kontrolny samorządu powiatu jasielskiego z siedzibą w Jaśle, istniejący od 1998. W jego skład wchodzą radni wybierani w powiecie jasielskim, w wyborach bezpośrednich na kadencję trwającą pięć lat (do 2018 kadencja trwała cztery lata).

## Wyniki wyborów do Rady Powiatu Jasielskiego I kadencji
|                | Akcja Wyborcza Solidarność             | 20 445 | 49,00  | 28 | 62,22  |  |  |
|                | Przymierze Społeczne: PSL – UP – KPEiR | 10 356 | 24,82  | 12 | 26,67  |  |  |
|                | Sojusz Lewicy Demokratycznej           | 3806   | 9,12   | 4  | 8,89   |  |  |
|                | Ruch Patriotyczny Ojczyzna             | 3312   | 7,94   | 1  | 2,22   |  |  |
|                |                                        |        |        |    |        |  |  |
|                | „Jasielskie Porozumienie Mieszkaniowe” | 1700   | 4,07   | —  | —      |  |  |
|                | „Jasło – 2000”                         | 1656   | 3,99   | —  | —      |  |  |
|                | „Samopomoc”                            | 452    | 1,08   | —  | —      |  |  |
|                |                                        |        |        |    |        |  |  |
| Ogółem         | Ogółem                                 | 41 727 | 100,00 | 45 | 100,00 |  |  |
| Głosy nieważne | Głosy nieważne                         | 2999   | 6,71   |    |        |  |  |
| Frekwencja     | Frekwencja                             | 44 726 | 49,58  |    |        |  |  |

Podział mandatów i rozkład procentowy poparcia w wyniku wyborów z uwzględnieniem podziału na późniejszą koalicję rządzącą w kolejności: ugrupowanie zarządu, opozycja radziecka i pozaradziecka [starosta Marian Gancarz, AWS]:
|     |    |     |     |
| ↓   |    |     |     |
| 28  | 12 | 4   | 1   |
| AWS | PS | SLD | RPO |

|     |    |     |     |     |  |  |  |
|     |    |     |     |     |  |  |  |
| AWS | PS | SLD | RPO | JPM |  |  |  |

| Radni I kadencji | |                                                                                                |                                                                                                |                                                                                                |                                                                                                |                                                                                                |
| Nr               | Radni wybrani z list poszczególnych komitetów wyborczych (w nawiasach liczba zdobytych głosów)                      | Radni wybrani z list poszczególnych komitetów wyborczych (w nawiasach liczba zdobytych głosów) | Radni wybrani z list poszczególnych komitetów wyborczych (w nawiasach liczba zdobytych głosów) | Radni wybrani z list poszczególnych komitetów wyborczych (w nawiasach liczba zdobytych głosów) | Radni wybrani z list poszczególnych komitetów wyborczych (w nawiasach liczba zdobytych głosów) | Radni wybrani z list poszczególnych komitetów wyborczych (w nawiasach liczba zdobytych głosów) |
| 1                | | Akcja Wyborcza Solidarność Paweł Steczkowski (421) Edward Stój (287) Tomasz Śmietana (223)     |                                                                                                | Sojusz Lewicy Demokratycznej Roman Buchała (311)                                               |                                                                                                |                                                                                                |
| 2                | Akcja Wyborcza Solidarność Robert Snoch (411) Piotr Słowik (360)                                                    | Sojusz Lewicy Demokratycznej Zbigniew Balik (461)                                              |                                                                                                |                                                                                                |                                                                                                |                                                                                                |
| 3                | Akcja Wyborcza Solidarność Paweł Samborski (587) Edward Górczyński (400) Stefan Juryś (225)                         | Sojusz Lewicy Demokratycznej Jan Reczek (375)                                                  |                                                                                                |                                                                                                |                                                                                                |                                                                                                |
| 4                | Akcja Wyborcza Solidarność Marian Gancarz (765) Jan Urban (342) Mariusz Warchoł (189)                               |                                                                                                |                                                                                                |                                                                                                |                                                                                                |                                                                                                |
| 5                | | Przymierze Społeczne: PSL – UP – KPEiR Tomasz Pilch (1250) Stanisław Bąk (234)                 |                                                                                                | Akcja Wyborcza Solidarność Stanisław Pyra (334)                                                |                                                                                                |                                                                                                |
| 6                | | Akcja Wyborcza Solidarność Zbigniew Staniszewski (616) Krystian Ciejka (311)                   |                                                                                                | Przymierze Społeczne: PSL – UP – KPEiR Antoni Zwierzyński (357)                                |                                                                                                |                                                                                                |
| 7                | Akcja Wyborcza Solidarność Tadeusz Gorgosz (652) Marian Skowron (577) Tadeusz Dybaś (509)                           | Przymierze Społeczne: PSL – UP – KPEiR Kazimierz Stefanik (454) Aleksander Sendra (284)        |                                                                                                | Ruch Patriotyczny Ojczyzna Tadeusz Dybaś (334)                                                 |                                                                                                |                                                                                                |
| 8                | Akcja Wyborcza Solidarność Stanisław Koczwara (678) Maria Kurowska (503) Stanisław Bułat (290) Antoni Salacha (283) | Przymierze Społeczne: PSL – UP – KPEiR Franciszek Furmański (179)                              |                                                                                                |                                                                                                |                                                                                                |                                                                                                |
| 9                | | Przymierze Społeczne: PSL – UP – KPEiR Albert Jakubowski (530) Jan Buczakowski (416)           |                                                                                                | Akcja Wyborcza Solidarność Ryszard Bal (487)                                                   |                                                                                                |                                                                                                |
| 10               | Przymierze Społeczne: PSL – UP – KPEiR Zdzisław Dubis (688) Jan Piątek (381)                                        | Akcja Wyborcza Solidarność Wacław Pankiewicz (591)                                             |                                                                                                |                                                                                                |                                                                                                |                                                                                                |
| 11               | | Akcja Wyborcza Solidarność Anna Nigborowicz (791) Krzysztof Wnęk (343) Józef Pawluś (333)      |                                                                                                | Przymierze Społeczne: PSL – UP – KPEiR Wacław Gubernat (367)                                   |                                                                                                | Sojusz Lewicy Demokratycznej Ryszard Biernacki (350)                                           |
| 12               | Akcja Wyborcza Solidarność Bogusław Wójcik (575) Stanisław Lawera (358)                                             | Przymierze Społeczne: PSL – UP – KPEiR Kazimierz Kozicki (237)                                 |                                                                                                |                                                                                                |                                                                                                |                                                                                                |
|                  | |                                                                                                |                                                                                                |                                                                                                |                                                                                                |                                                                                                |

## Wyniki wyborów do Rady Powiatu Jasielskiego II kadencji
| Komitet wyborczy | Komitet wyborczy                              | Głosy  | Głosy  | Głosy | Mandaty | Mandaty | Mandaty |
| Komitet wyborczy | Komitet wyborczy                              | Liczba | %      | +/−   | Liczba  | +/−     | %       |
| ---------------- | --------------------------------------------- | ------ | ------ | ----- | ------- | ------- | ------- |
|                  | Przymierze Samorządowe Prawicy                | 14 650 | 32,25  | —     | 11      | —       | 44,00   |
|                  | KKW Sojusz Lewicy Demokratycznej – Unia Pracy | 10 361 | 22,81  | 13,69 | 5       | 1       | 20,00   |
|                  | Polskie Stronnictwo Ludowe                    | 9015   | 19,84  | 4,98  | 5       | 7       | 20,00   |
|                  | KWW Rodzina i Sprawiedliwość                  | 6639   | 14,61  | —     | 3       | —       | 12,00   |
|                  | KWW Samorządowy Komitet Wyborczy              | 4764   | 10,49  | —     | 1       | —       | 4,00    |
|                  |                                               |        |        |       |         |         |         |
| Ogółem           | Ogółem                                        | 45 429 | 100,00 | —     | 25      | —       | 100,00  |
| Głosy nieważne   | Głosy nieważne                                | 3790   | 7,70   | 0,99  |         |         |         |
| Frekwencja       | Frekwencja                                    | 49 219 | 52,32  | 2,74  |         |         |         |

Podział mandatów i rozkład procentowy poparcia w wyniku wyborów z uwzględnieniem podziału na późniejszą koalicję rządzącą w kolejności: ugrupowania zarządu i opozycja radziecka [starosta Marian Gancarz, koalicja PSP-PSL]:
|     |     |        |     |     |
| ↓   |     |        |     |     |
| 11  | 5   | 5      | 3   | 1   |
| PSP | PSL | SLD–UP | RiS | SKW |

|     |     |        |     |     |  |
|     |     |        |     |     |  |
| PSP | PSL | SLD–UP | RiS | SKW |  |

| Radni II kadencji |                                                                                                |                                                                                                |                                                                                                |                                                                                                |                                                                                                |                                                                                                |                                                                                                |                                                                                                |
| Nr                | Radni wybrani z list poszczególnych komitetów wyborczych (w nawiasach liczba zdobytych głosów) | Radni wybrani z list poszczególnych komitetów wyborczych (w nawiasach liczba zdobytych głosów) | Radni wybrani z list poszczególnych komitetów wyborczych (w nawiasach liczba zdobytych głosów) | Radni wybrani z list poszczególnych komitetów wyborczych (w nawiasach liczba zdobytych głosów) | Radni wybrani z list poszczególnych komitetów wyborczych (w nawiasach liczba zdobytych głosów) | Radni wybrani z list poszczególnych komitetów wyborczych (w nawiasach liczba zdobytych głosów) | Radni wybrani z list poszczególnych komitetów wyborczych (w nawiasach liczba zdobytych głosów) | Radni wybrani z list poszczególnych komitetów wyborczych (w nawiasach liczba zdobytych głosów) |
| 1                 |                                                                                                | KWW Przymierze Samorządowe Prawicy Marian Gancarz (779) Jan Urban (664) Paweł Samborski (371)  |                                                                                                | KKW Sojusz Lewicy Demokratycznej – Unia Pracy Zbigniew Balik (1710) Jan Reczek (381)           |                                                                                                | KWW Rodzina i Sprawiedliwość Witold Lechowski (735) Robert Snoch (408)                         |                                                                                                | KWW Samorządowy Komitet Wyborczy Artur Sadzikowski (335)                                       |
| 2                 | KWW Przymierze Samorządowe Prawicy Tadeusz Gorgosz (558)                                       |                                                                                                | KWW Rodzina i Sprawiedliwość Tadeusz Dybaś (359)                                               |                                                                                                | Polskie Stronnictwo Ludowe Kazimierz Stefanik (548)                                            |                                                                                                |                                                                                                |                                                                                                |
| 3                 | KWW Przymierze Samorządowe Prawicy Anna Nigborowicz (919) Wacław Sychta (574)                  |                                                                                                | Polskie Stronnictwo Ludowe Stanisław Kmiecik (695)                                             |                                                                                                | KKW Sojusz Lewicy Demokratycznej – Unia Pracy Ryszard Biernacki (354)                          |                                                                                                |                                                                                                |                                                                                                |
| 4                 | KWW Przymierze Samorządowe Prawicy Antoni Salacha (657) Maria Kurowska (630)                   |                                                                                                | KKW Sojusz Lewicy Demokratycznej – Unia Pracy Stanisław Żygłowicz (717)                        |                                                                                                |                                                                                                |                                                                                                |                                                                                                |                                                                                                |
| 5                 |                                                                                                | Polskie Stronnictwo Ludowe Krzysztof Michalski (1027) Stanisław Spólnik (425)                  |                                                                                                | KWW Przymierze Samorządowe Prawicy Piotr Zoła (515)                                            |                                                                                                |                                                                                                |                                                                                                |                                                                                                |
| 6                 |                                                                                                | KWW Przymierze Samorządowe Prawicy Jarosław Gawior (654) Jan Muzyka (572)                      |                                                                                                | KKW Sojusz Lewicy Demokratycznej – Unia Pracy Stefan Sochacki (470)                            |                                                                                                | Polskie Stronnictwo Ludowe Jan Piątek (553)                                                    |                                                                                                |                                                                                                |
|                   |                                                                                                |                                                                                                |                                                                                                |                                                                                                |                                                                                                |                                                                                                |                                                                                                |                                                                                                |

## Wyniki wyborów do Rady Powiatu Jasielskiego III kadencji
| Komitet wyborczy | Komitet wyborczy                      | Głosy  | Głosy  | Głosy | Mandaty | Mandaty | Mandaty |
| Komitet wyborczy | Komitet wyborczy                      | Liczba | %      | +/−   | Liczba  | +/−     | %       |
| ---------------- | ------------------------------------- | ------ | ------ | ----- | ------- | ------- | ------- |
|                  | Prawo i Sprawiedliwość                | 14 621 | 35,52  | —     | 8       | —       | 34,78   |
|                  | Polskie Stronnictwo Ludowe            | 5568   | 13,53  | 6,31  | 5       |         | 21,74   |
|                  | Przymierze Samorządowe Prawicy        | 5446   | 13,23  | 19,02 | 5       | 6       | 21,74   |
|                  | KWW Porozumienie Obywatelskie         | 4846   | 11,77  | —     | 3       | —       | 13,04   |
|                  | Liga Polskich Rodzin                  | 2778   | 6,75   | —     | 2       | —       | 8,70    |
|                  |                                       |        |        |       |         |         |         |
|                  | Ponadpartyjny KWW                     | 3855   | 9,36   | —     | —       | —       | —       |
|                  | Samoobrona Rzeczpospolitej Polskiej   | 2110   | 5,13   | —     | —       | —       | —       |
|                  | KKW Lewica i Demokraci SLD+SDPL+PD+UP | 1384   | 3,36   | 19,45 | —       | 5       | —       |
|                  | KWW Jaślanie – Razem                  | 558    | 1,36   | —     | —       | —       | —       |
|                  |                                       |        |        |       |         |         |         |
| Ogółem           | Ogółem                                | 41 166 | 100,00 | —     | 23      | —       | 100,00  |
| Głosy nieważne   | Głosy nieważne                        | 3176   | 7,16   | 0,54  |         |         |         |
| Frekwencja       | Frekwencja                            | 44 342 | 48,87  | 3,45  |         |         |         |

Podział mandatów i rozkład procentowy poparcia w wyniku wyborów z uwzględnieniem podziału na późniejszą koalicję rządzącą w kolejności: ugrupowania zarządu, opozycja radziecka i pozaradziecka [starosta Adam Kmiecik, koalicja PiS-PO]:
|     |    |     |     |     |
| ↓   |    |     |     |     |
| 8   | 3  | 5   | 5   | 2   |
| PiS | PO | PSL | PSP | LPR |

|     |    |     |     |     |   |     |     |  |  |
|     |    |     |     |     |   |     |     |  |  |
| PiS | PO | PSL | PSP | LPR | P | SRP | LID |  |  |

| Radni III kadencji |                                                                                                |                                                                                                |                                                                                                |                                                                                                |                                                                                                |                                                                                                |                                                                                                |                                                                                                |                                                                                                |                                                                                                |
| Nr                 | Radni wybrani z list poszczególnych komitetów wyborczych (w nawiasach liczba zdobytych głosów) | Radni wybrani z list poszczególnych komitetów wyborczych (w nawiasach liczba zdobytych głosów) | Radni wybrani z list poszczególnych komitetów wyborczych (w nawiasach liczba zdobytych głosów) | Radni wybrani z list poszczególnych komitetów wyborczych (w nawiasach liczba zdobytych głosów) | Radni wybrani z list poszczególnych komitetów wyborczych (w nawiasach liczba zdobytych głosów) | Radni wybrani z list poszczególnych komitetów wyborczych (w nawiasach liczba zdobytych głosów) | Radni wybrani z list poszczególnych komitetów wyborczych (w nawiasach liczba zdobytych głosów) | Radni wybrani z list poszczególnych komitetów wyborczych (w nawiasach liczba zdobytych głosów) | Radni wybrani z list poszczególnych komitetów wyborczych (w nawiasach liczba zdobytych głosów) | Radni wybrani z list poszczególnych komitetów wyborczych (w nawiasach liczba zdobytych głosów) |
| 1                  |                                                                                                | Prawo i Sprawiedliwość Witold Lechowski (924) Robert Snoch (390) wakat                         |                                                                                                | Przymierze Samorządowe Prawicy Jan Urban (424) Tadeusz Górczyk (298)                           |                                                                                                | Liga Polskich Rodzin Justyna Gorczyca (218)                                                    |                                                                                                | KWW Porozumienie Obywatelskie Dorota Gawlik-Feldo (406)                                        |                                                                                                |                                                                                                |
| 2                  | Prawo i Sprawiedliwość Tadeusz Gorgosz (521)                                                   |                                                                                                | KWW Porozumienie Obywatelskie Henryk Motkowicz (382)                                           |                                                                                                | Polskie Stronnictwo Ludowe Kazimierz Sanokowski (294)                                          |                                                                                                |                                                                                                |                                                                                                |                                                                                                |                                                                                                |
| 3                  | Prawo i Sprawiedliwość Mariusz Sepioł (536) Anna Nigborowicz (485)                             | KWW Porozumienie Obywatelskie Stanisław Żygłowicz (684)                                        |                                                                                                | Przymierze Samorządowe Prawicy Józef Kozioł (511)                                              |                                                                                                | Polskie Stronnictwo Ludowe Dorota Woźniak (319)                                                |                                                                                                | Liga Polskich Rodzin Rafał Papciak (197)                                                       |                                                                                                |                                                                                                |
| 4                  | Prawo i Sprawiedliwość Andrzej Stachurski (521)                                                |                                                                                                | Polskie Stronnictwo Ludowe Stanisław Spólnik (264)                                             | Przymierze Samorządowe Prawicy Ryszard Bal (201)                                               |                                                                                                |                                                                                                |                                                                                                |                                                                                                |                                                                                                |                                                                                                |
| 5                  |                                                                                                | Polskie Stronnictwo Ludowe Jan Piątek (664) Zdzisław Dubis (423)                               |                                                                                                | Prawo i Sprawiedliwość Jan Muzyka (737)                                                        | Przymierze Samorządowe Prawicy Stanisław Kosiek (143)                                          |                                                                                                |                                                                                                |                                                                                                |                                                                                                |                                                                                                |
|                    |                                                                                                |                                                                                                |                                                                                                |                                                                                                |                                                                                                |                                                                                                |                                                                                                |                                                                                                |                                                                                                |                                                                                                |

## Wyniki wyborów do Rady Powiatu Jasielskiego IV kadencji
| Komitet wyborczy | Komitet wyborczy                       | Głosy  | Głosy  | Głosy | Mandaty | Mandaty | Mandaty |
| Komitet wyborczy | Komitet wyborczy                       | Liczba | %      | +/−   | Liczba  | +/−     | %       |
| ---------------- | -------------------------------------- | ------ | ------ | ----- | ------- | ------- | ------- |
|                  | Prawo i Sprawiedliwość                 | 16 213 | 36,47  | 0,95  | 9       | 1       | 39,13   |
|                  | Platforma Obywatelska RP               | 12 225 | 27,50  | —     | 7       | —       | 30,43   |
|                  | Polskie Stronnictwo Ludowe             | 9013   | 20,27  | 6,74  | 4       | 1       | 17,39   |
|                  | KWW Przymierze Samorządowe Podkarpacia | 7004   | 15,76  | —     | 3       | —       | 13,04   |
|                  |                                        |        |        |       |         |         |         |
| Ogółem           | Ogółem                                 | 44 455 | 100,00 | —     | 23      | —       | 100,00  |
| Głosy nieważne   | Głosy nieważne                         | 3607   | 7,50   | 0,34  |         |         |         |
| Frekwencja       | Frekwencja                             | 48 062 | 51,51  | 2,64  |         |         |         |

Podział mandatów i rozkład procentowy poparcia w wyniku wyborów z uwzględnieniem podziału na późniejszą koalicję rządzącą w kolejności: ugrupowania zarządu i opozycja radziecka [starosta Adam Kmiecik, koalicja PO-PSL-PSP]:
|    |     |     |     |
| ↓  |     |     |     |
| 8  | 4   | 3   | 9   |
| PO | PSL | PSP | PiS |

|    |     |     |     |  |
|    |     |     |     |  |
| PO | PSL | PSP | PiS |  |

| Radni IV kadencji |                                                                                                |                                                                                                |                                                                                                |                                                                                                |                                                                                                |                                                                                                |                                                                                                |                                                                                                |
| Nr                | Radni wybrani z list poszczególnych komitetów wyborczych (w nawiasach liczba zdobytych głosów) | Radni wybrani z list poszczególnych komitetów wyborczych (w nawiasach liczba zdobytych głosów) | Radni wybrani z list poszczególnych komitetów wyborczych (w nawiasach liczba zdobytych głosów) | Radni wybrani z list poszczególnych komitetów wyborczych (w nawiasach liczba zdobytych głosów) | Radni wybrani z list poszczególnych komitetów wyborczych (w nawiasach liczba zdobytych głosów) | Radni wybrani z list poszczególnych komitetów wyborczych (w nawiasach liczba zdobytych głosów) | Radni wybrani z list poszczególnych komitetów wyborczych (w nawiasach liczba zdobytych głosów) | Radni wybrani z list poszczególnych komitetów wyborczych (w nawiasach liczba zdobytych głosów) |
| 1                 |                                                                                                | Prawo i Sprawiedliwość Witold Lechowski (1273) Wojciech Zając (748)                            |                                                                                                | Platforma Obywatelska RP Adam Kmiecik (1490) Dorota Gawlik-Feldo (730)                         |                                                                                                | KWW Przymierze Samorządowe Podkarpacia Zbigniew Dranka (650) Jolanta Brągiel (520)             |                                                                                                | Polskie Stronnictwo Ludowe Jan Urban (573)                                                     |
| 2                 | Prawo i Sprawiedliwość Tadeusz Gorgosz (1142) Henryk Motkowicz (747)                           |                                                                                                | Polskie Stronnictwo Ludowe Marta Misiołek (474)                                                |                                                                                                |                                                                                                |                                                                                                |                                                                                                |                                                                                                |
| 3                 | Prawo i Sprawiedliwość Adam Pawluś (1044) Mariusz Sepioł (724)                                 |                                                                                                | Platforma Obywatelska RP Stanisław Żygłowicz (1019) Bogusław Kręcisz (995)                     |                                                                                                | Polskie Stronnictwo Ludowe Dorota Woźniak (504)                                                |                                                                                                | KWW Przymierze Samorządowe Podkarpacia Józef Kozioł (578)                                      |                                                                                                |
| 4                 | Prawo i Sprawiedliwość Andrzej Stachurski (868) Bogdan Rzońca (685)                            | Platforma Obywatelska RP Stanisław Mlicki (603)                                                |                                                                                                |                                                                                                |                                                                                                |                                                                                                |                                                                                                |                                                                                                |
| 5                 |                                                                                                | Polskie Stronnictwo Ludowe Grzegorz Pers (1076) Franciszek Miśkowicz (738)                     |                                                                                                | Prawo i Sprawiedliwość Jan Muzyka (1493)                                                       |                                                                                                | Platforma Obywatelska RP Stanisław Lawera (398)                                                |                                                                                                |                                                                                                |
|                   |                                                                                                |                                                                                                |                                                                                                |                                                                                                |                                                                                                |                                                                                                |                                                                                                |                                                                                                |

## Wyniki wyborów do Rady Powiatu Jasielskiego V kadencji
| Komitet wyborczy | Komitet wyborczy                              | Głosy  | Głosy  | Głosy | Mandaty | Mandaty | Mandaty |
| Komitet wyborczy | Komitet wyborczy                              | Liczba | %      | +/−   | Liczba  | +/−     | %       |
| ---------------- | --------------------------------------------- | ------ | ------ | ----- | ------- | ------- | ------- |
|                  | Prawo i Sprawiedliwość                        | 13 608 | 32,24  | 4,23  | 9       |         | 39,13   |
|                  | Polskie Stronnictwo Ludowe                    | 12 546 | 29,72  | 9,45  | 8       | 4       | 34,78   |
|                  | Platforma Obywatelska RP                      | 8097   | 19,18  | 8,32  | 4       | 3       | 17,39   |
|                  | KWW Porozumienie Samorządowe Ponad Podziałami | 6139   | 14,54  | —     | 2       | —       | 8,70    |
|                  |                                               |        |        |       |         |         |         |
|                  | Nowa Prawica – Janusza Korwin-Mikke           | 1562   | 3,70   | —     | —       | —       | —       |
|                  | KWW Pracowity i Uczciwy Samorząd              | 255    | 0,60   | —     | —       | —       | —       |
|                  |                                               |        |        |       |         |         |         |
| Ogółem           | Ogółem                                        | 42 207 | 100,00 | —     | 23      | —       | 100,00  |
| Głosy nieważne   | Głosy nieważne                                | 6037   | 12,51  | 5,01  |         |         |         |
| Frekwencja       | Frekwencja                                    | 48 244 | 51,18  | 0,33  |         |         |         |

Podział mandatów i rozkład procentowy poparcia w wyniku wyborów z uwzględnieniem podziału na późniejszą koalicję rządzącą w kolejności: ugrupowania zarządu, opozycja radziecka i pozaradziecka [starosta Franciszek Miśkowicz, koalicja PSL-PO-PSPP]:
|     |    |      |     |
| ↓   |    |      |     |
| 8   | 4  | 2    | 9   |
| PSL | PO | PSPP | PiS |

|     |    |      |     |    |  |  |
|     |    |      |     |    |  |  |
| PSL | PO | PSPP | PiS | NP |  |  |

| Radni V kadencji |                                                                                                |                                                                                                |                                                                                                |                                                                                                |                                                                                                |                                                                                                |                                                                                                |                                                                                                |
| Nr               | Radni wybrani z list poszczególnych komitetów wyborczych (w nawiasach liczba zdobytych głosów) | Radni wybrani z list poszczególnych komitetów wyborczych (w nawiasach liczba zdobytych głosów) | Radni wybrani z list poszczególnych komitetów wyborczych (w nawiasach liczba zdobytych głosów) | Radni wybrani z list poszczególnych komitetów wyborczych (w nawiasach liczba zdobytych głosów) | Radni wybrani z list poszczególnych komitetów wyborczych (w nawiasach liczba zdobytych głosów) | Radni wybrani z list poszczególnych komitetów wyborczych (w nawiasach liczba zdobytych głosów) | Radni wybrani z list poszczególnych komitetów wyborczych (w nawiasach liczba zdobytych głosów) | Radni wybrani z list poszczególnych komitetów wyborczych (w nawiasach liczba zdobytych głosów) |
| 1                |                                                                                                | Prawo i Sprawiedliwość Mateusz Lechwar (702) Stanisław Zając (546) Robert Snoch (495)          |                                                                                                | Polskie Stronnictwo Ludowe Jan Urban (641) Anna Bialik (453)                                   |                                                                                                | KWW Porozumienie Samorządowe Ponad Podziałami Janusz Przetacznik (557)                         |                                                                                                | Platforma Obywatelska RP Adam Kmiecik (752)                                                    |
| 2                | Prawo i Sprawiedliwość Tadeusz Gorgosz (1236)                                                  |                                                                                                | Platforma Obywatelska RP Bożena Macek-Lubaś (252)                                              |                                                                                                | Polskie Stronnictwo Ludowe Jan Lazar (295)                                                     |                                                                                                |                                                                                                |                                                                                                |
| 3                |                                                                                                | Polskie Stronnictwo Ludowe Dorota Woźniak (690)                                                | Platforma Obywatelska RP Bogusław Kręcisz (920)                                                |                                                                                                | Prawo i Sprawiedliwość Mariusz Sepioł (614)                                                    |                                                                                                |                                                                                                |                                                                                                |
| 4                |                                                                                                | KWW Porozumienie Samorządowe Ponad Podziałami Józef Kozioł (587)                               |                                                                                                | Prawo i Sprawiedliwość Marek Biernacki (475)                                                   |                                                                                                | Polskie Stronnictwo Ludowe Tomasz Kaleta (342)                                                 |                                                                                                |                                                                                                |
| 5                |                                                                                                | Prawo i Sprawiedliwość Andrzej Stachurski (524)                                                |                                                                                                | Polskie Stronnictwo Ludowe Stanisław Spólnik (829)                                             |                                                                                                | Platforma Obywatelska RP Stanisław Mlicki (681)                                                |                                                                                                |                                                                                                |
| 6                |                                                                                                | Polskie Stronnictwo Ludowe Grzegorz Pers (1728) Franciszek Miśkowicz (727)                     |                                                                                                | Prawo i Sprawiedliwość Jan Muzyka (1262) Józef Rosół (435)                                     |                                                                                                |                                                                                                |                                                                                                |                                                                                                |
|                  |                                                                                                |                                                                                                |                                                                                                |                                                                                                |                                                                                                |                                                                                                |                                                                                                |                                                                                                |

## Wyniki wyborów do Rady Powiatu Jasielskiego VI kadencji
| Komitet wyborczy | Komitet wyborczy                              | Głosy  | Głosy  | Głosy | Mandaty | Mandaty | Mandaty |
| Komitet wyborczy | Komitet wyborczy                              | Liczba | %      | +/−   | Liczba  | +/−     | %       |
| ---------------- | --------------------------------------------- | ------ | ------ | ----- | ------- | ------- | ------- |
|                  | Prawo i Sprawiedliwość                        | 23 480 | 51,60  | 19,36 | 13      | 4       | 56,52   |
|                  | KWW Samorząd dla Mieszkańców                  | 13 027 | 28,63  | —     | 7       | —       | 30,43   |
|                  | KWW Porozumienie Samorządowe Ponad Podziałami | 8999   | 19,78  | 5,24  | 3       | 1       | 13,04   |
|                  |                                               |        |        |       |         |         |         |
| Ogółem           | Ogółem                                        | 45 506 | 100,00 | —     | 23      | —       | 100,00  |
| Głosy nieważne   | Głosy nieważne                                | 2258   | 4,73   | 7,78  |         |         |         |
| Frekwencja       | Frekwencja                                    | 47 764 | 50,94  | 0,24  |         |         |         |

Podział mandatów i rozkład procentowy poparcia w wyniku wyborów z uwzględnieniem podziału na późniejszą koalicję rządzącą w kolejności: ugrupowania zarządu i opozycja radziecka [starosta Adam Pawluś, PiS]:
|     |     |      |
| ↓   |     |      |
| 13  | 7   | 3    |
| PiS | SdM | PSPP |

|     |     |      |  |
|     |     |      |  |
| PiS | SdM | PSPP |  |

| Radni VI kadencji |                                                                                                |                                                                                                |                                                                                                |                                                                                                |                                                                                                |                                                                                                |
| Nr                | Radni wybrani z list poszczególnych komitetów wyborczych (w nawiasach liczba zdobytych głosów) | Radni wybrani z list poszczególnych komitetów wyborczych (w nawiasach liczba zdobytych głosów) | Radni wybrani z list poszczególnych komitetów wyborczych (w nawiasach liczba zdobytych głosów) | Radni wybrani z list poszczególnych komitetów wyborczych (w nawiasach liczba zdobytych głosów) | Radni wybrani z list poszczególnych komitetów wyborczych (w nawiasach liczba zdobytych głosów) | Radni wybrani z list poszczególnych komitetów wyborczych (w nawiasach liczba zdobytych głosów) |
| 1                 |                                                                                                | Prawo i Sprawiedliwość Adam Pawluś (1145) Robert Snoch (1082) Mateusz Lechwar (1042)           |                                                                                                | KWW Samorząd dla Mieszkańców Jan Urban (811) Krzysztof Buba (728)                              |                                                                                                | KWW Porozumienie Samorządowe Ponad Podziałami Janusz Przetacznik (1 357) Ewa Wawro (510)       |
| 2                 | Prawo i Sprawiedliwość Stanisław Pankiewicz (2028) Jan Czajka (798)                            | KWW Samorząd dla Mieszkańców Bożena Macek-Lubaś (653)                                          |                                                                                                |                                                                                                |                                                                                                |                                                                                                |
| 3                 | Prawo i Sprawiedliwość Anna Nigborowicz (699) Stanisław Święch (589)                           | KWW Samorząd dla Mieszkańców Zenon Szura (410)                                                 |                                                                                                |                                                                                                |                                                                                                |                                                                                                |
| 4                 | Prawo i Sprawiedliwość Sławomir Madejczyk (786)                                                | KWW Samorząd dla Mieszkańców Ryszard Papciak (552)                                             |                                                                                                | KWW Porozumienie Samorządowe Ponad Podziałami Magdalena Stasiowska (823)                       |                                                                                                |                                                                                                |
| 5                 | Prawo i Sprawiedliwość Ryszard Lisowski (1009) Irena Baciak (739)                              | KWW Samorząd dla Mieszkańców Antoni Zwierzyński (545)                                          |                                                                                                |                                                                                                |                                                                                                |                                                                                                |
| 6                 | Prawo i Sprawiedliwość Grzegorz Pers (2415) Jan Muzyka (1809) Józef Rosół (617)                | KWW Samorząd dla Mieszkańców Franciszek Miśkowicz (468)                                        |                                                                                                |                                                                                                |                                                                                                |                                                                                                |
|                   |                                                                                                |                                                                                                |                                                                                                |                                                                                                |                                                                                                |                                                                                                |